# Estrée-Cauchy
Estrée-Cauchy település Franciaországban, Pas-de-Calais megyében. Lakosainak száma 353 fő (2022. január 1.). Estrée-Cauchy Fresnicourt-le-Dolmen, Servins, Cambligneul, Camblain-l’Abbé, Caucourt és Gauchin-Légal községekkel határos.

## Népesség
A település népességének változása:
| Lakosok száma | 373  | 376  | 379  | 373  | 368  | 364  | 357  | 354  | 353  |
|               | 2013 | 2015 | 2016 | 2017 | 2018 | 2019 | 2020 | 2021 | 2022 |